# Endymion (cràter)

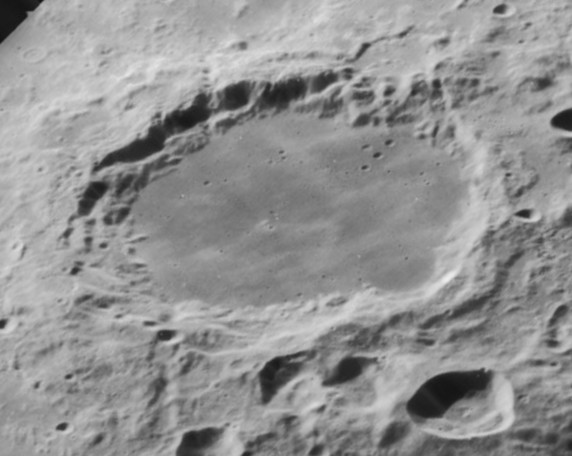
Fotografia de la missió Lunar Orbiter 4 (1967)

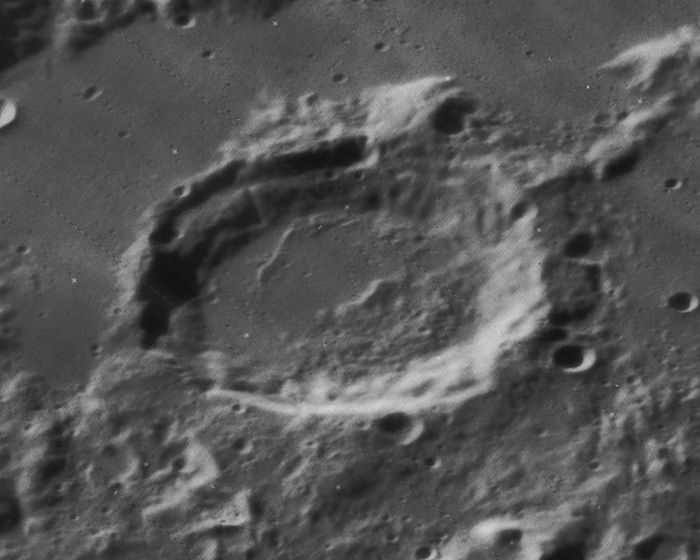
Endymion B. Fotografia de la missió Lunar Orbiter 4 (1967)

Endymion és un cràter d'impacte que es troba prop de l'extremitat nord-est de la Lluna. Es troba a l'est del Mare Frigoris, i al nord del Lacus Temporis. Al sud-oest apareix cràter Atles, una mica més petit. A causa de la seva ubicació, Endymion té un aspecte ovalat per l'escorç. Més enllà del cràter, al llarg dels llimbs lunars, s'hi troba el Mare Humboldtianum. El cràter De la Rue apareix al nord-nord-oest d'Endymion.
El sòl d'Endymion està cobert de lava de baix albedo, la qual cosa li dona un aspecte fosc i fa que sigui relativament fàcil de localitzar. El seu sòl és gairebé llis i pràcticament sense trets distintius, amb només uns petits cràters situats dins del brocal (una sèrie de tres de consecutius es troba prop de la paret interna del nord-oest). Una sèrie de raigs febles del sistema de marques radials del cràter Thales (situat cap al nord-nord-oest) creuen el sòl fosc. Presenta una rampa exterior baixa i ampla, desgastada per l'erosió d'altres impactes.

## Cràters satèl·lit
Per convenció, aquests elements són identificats als mapes lunars posant la lletra al costat del punt mitjà del cràter que està més prop d'Endymion.
|          | \| Endymion \| Coordenades \| Diàmetre \| \| -------- \| ------------------------------------ \| -------- \| \| A \| 54° 42′ N, 62° 48′ E / 54.7°N,62.8°E \| 30 km \| \| B \| 59° 48′ N, 67° 12′ E / 59.8°N,67.2°E \| 59 km \| \| C \| 58° 24′ N, 60° 48′ E / 58.4°N,60.8°E \| 32 km \| \| D \| 52° 24′ N, 62° 24′ E / 52.4°N,62.4°E \| 20 km \| \| E \| 53° 36′ N, 66° 12′ E / 53.6°N,66.2°E \| 18 km \| \| F \| 56° 54′ N, 65° 06′ E / 56.9°N,65.1°E \| 12 km \| \| G \| 56° 24′ N, 55° 36′ E / 56.4°N,55.6°E \| 15 km \| \| H \| 51° 06′ N, 56° 18′ E / 51.1°N,56.3°E \| 14 km \| \| J \| 53° 30′ N, 50° 42′ E / 53.5°N,50.7°E \| 67 km \| \| K \| 51° 18′ N, 52° 18′ E / 51.3°N,52.3°E \| 7 km \| \| L \| 55° 24′ N, 71° 00′ E / 55.4°N,71.0°E \| 9 km \| \| M \| 52° 42′ N, 70° 54′ E / 52.7°N,70.9°E \| 9 km \| \| N \| 52° 24′ N, 69° 36′ E / 52.4°N,69.6°E \| 9 km \| \| W \| 52° 42′ N, 69° 12′ E / 52.7°N,69.2°E \| 10 km \| \| X \| 52° 54′ N, 50° 06′ E / 52.9°N,50.1°E \| 6 km \| \| I \| 55° 48′ N, 58° 00′ E / 55.8°N,58.0°E \| 8 km \| |          |
| Endymion | Coordenades | Diàmetre |
| A        | 54° 42′ N, 62° 48′ E / 54.7°N,62.8°E | 30 km    |
| B        | 59° 48′ N, 67° 12′ E / 59.8°N,67.2°E | 59 km    |
| C        | 58° 24′ N, 60° 48′ E / 58.4°N,60.8°E | 32 km    |
| D        | 52° 24′ N, 62° 24′ E / 52.4°N,62.4°E | 20 km    |
| E        | 53° 36′ N, 66° 12′ E / 53.6°N,66.2°E | 18 km    |
| F        | 56° 54′ N, 65° 06′ E / 56.9°N,65.1°E | 12 km    |
| G        | 56° 24′ N, 55° 36′ E / 56.4°N,55.6°E | 15 km    |
| H        | 51° 06′ N, 56° 18′ E / 51.1°N,56.3°E | 14 km    |
| J        | 53° 30′ N, 50° 42′ E / 53.5°N,50.7°E | 67 km    |
| K        | 51° 18′ N, 52° 18′ E / 51.3°N,52.3°E | 7 km     |
| L        | 55° 24′ N, 71° 00′ E / 55.4°N,71.0°E | 9 km     |
| M        | 52° 42′ N, 70° 54′ E / 52.7°N,70.9°E | 9 km     |
| N        | 52° 24′ N, 69° 36′ E / 52.4°N,69.6°E | 9 km     |
| W        | 52° 42′ N, 69° 12′ E / 52.7°N,69.2°E | 10 km    |
| X        | 52° 54′ N, 50° 06′ E / 52.9°N,50.1°E | 6 km     |
| I        | 55° 48′ N, 58° 00′ E / 55.8°N,58.0°E | 8 km     |